# サンパウロガス
サンパウロガス（CIA Gas de Sao Paulo、略称Comgás コムガス）は、ブラジル・サンパウロに本社を置くガス会社である。ブラジル最大の天然ガス供給会社であり、77万世帯がサンパウロガスから供給を受けている。天然ガスは5,400キロメートルに及ぶパイプラインを通して供給されている。
サンパウロガスが創立したのは1872年のことであり、かつてはサンパウロ州の州営であった。民営化したのは1999年4月のことである。
1999年よりBGグループ及びロイヤル・ダッチ・シェルが大株主れあったが、2017年ブラジルのコングロマリットコザンがサンパウロガスの株式の77パーセントを所有している。残りの株式はサンパウロ証券取引所で取引されている。